# Lars Göran Carlson
För andra betydelser, se Lars-Göran Carlsson.
Lars Göran Carlson, född 30 augusti 1936 i Göteborg, är en svensk regissör och skådespelare.
Carlsson var sedan slutet av 1960-talet sambo med skådespelerskan Lis Nilheim fram till hennes död 2025.

## Regi
- 1971 – Den byxlöse äventyraren (TV-serie)
- 1976 – Karlar är karlar om sanningen ska fram
- 1981 – Inackorderingen

## Filmografi
- 1962 – Raggargänget
- 1964 – Vi på Saltkråkan (TV-serie)
- 1966 – Heja Roland
- 1966 – Adamsson i Sverige
- 1967 – Tvärbalk
- 1976 – Trollhästen
- 1977 – Möss och människor
- 1979 – Jag är med barn
- 1981 – Tuppen
- 1983 – Silas Marner
- 1989 – Förhöret
- 1994 – Läckan
- 1995 – Du bestämmer (TV-serie)
- 1996 – Zonen (TV-serie)
- 2001 – Sprängaren
- 2005 – Van Veeteren – Münsters fall
- 2011 – Irene Huss: En man med litet ansikte

## Teater

### Roller (ej komplett)
| År   | Roll                                            | Produktion                                                               | Regi               | Teater                   |
| ---- | ----------------------------------------------- | ------------------------------------------------------------------------ | ------------------ | ------------------------ |
| 1961 | Medverkande i danserna                          | Kung John (The Life and Death of King John) William Shakespeare          | Alf Sjöberg        | Dramaten                 |
| 1961 | Hane i dansen                                   | Yerma Federico García Lorca                                              | Bengt Ekerot       | Dramaten                 |
| 1962 | Maxy, matros Medverkande i danserna             | Resan (Le voyage) Georges Schehadé                                       | Alf Sjöberg        | Dramaten                 |
| 1962 | Victor                                          | Ungdom i fjällen (Altitude 3.200) Julien Luchaire                        | Rolf Carlsten      | Dramaten                 |
| 1963 | En officer vid schweizergardet                  | Ställföreträdaren (Der Stellvertreter) Rolf Hochhuth                     | Stig Torsslow      | Dramaten                 |
| 1963 | Förste gästen En döende                         | Svejk i andra världskriget (Schweyk im zweiten Weltkrieg) Bertolt Brecht | Alf Sjöberg        | Dramaten                 |
| 1964 | Medverkande                                     | Å vilket härligt krig ( Oh, what a lovely war) Charles Chilton           | Jackie Söderman    | Dramaten                 |
| 1965 | Bondson II Soldat I (Bild 3) Soldat II (Bild 6) | Mutter Courage (Mutter Courage und ihre Kinder) Bertolt Brecht           | Alf Sjöberg        | Dramaten                 |
| 1965 | Härold I Sjöman I m. fl.                        | Isabella (Isabella, tre caravelle e un cacciaballe) Dario Fo             | Frank Sundström    | Stockholms stadsteater   |
| 1967 | Jerry                                           | Zoo story (The Zoo Story) Edward Albee                                   | Lars Göran Carlson | Helsingborgs stadsteater |
| 1968 | Simon Chachava                                  | Den kaukasiska kritcirkeln (Der kaukasische Kreidekreis) Bertolt Brecht  | Håkan Ersgård      | Helsingborgs stadsteater |
| 1968 | Finkhammar                                      | Den verklige kommissarie Schäfer (The Real Inspector Hound) Tom Stoppard | Lars Göran Carlson | Helsingborgs stadsteater |
| 1969 |                                                 | Barnförbjudet Allan Rune Pettersson                                      | Lars Göran Carlson | Helsingborgs stadsteater |
| 1971 | Åsbrant                                         | Sol, vad vill du mig? Birger Norman                                      | Ingvar Kjellson    | Dramaten                 |
| 1977 | Sundbom Chefen                                  | Chez nous Per Olov Enquist och Anders Ehnmark                            | Lars Göran Carlson | Dramaten                 |
| 1993 | En skrivare                                     | Köpmannen i Venedig (The Merchant of Venice) William Shakespeare         | Göran Stangertz    | Helsingborgs stadsteater |

### Regi (ej komplett)
| År   | Produktion                                                               | Upphovsmän                                                  | Teater                   |
| ---- | ------------------------------------------------------------------------ | ----------------------------------------------------------- | ------------------------ |
| 1967 | På villande hav Na pełnym morzu                                          | Sławomir Mrożek                                             | Helsingborgs stadsteater |
| 1967 | Marius                                                                   | Marcel Pagnol Översättning Lill-Inger och Göran O. Eriksson | Helsingborgs stadsteater |
| 1967 | Zoo story The Zoo Story                                                  | Edward Albee Översättning Sven Barthel                      | Helsingborgs stadsteater |
| 1968 | Vad händer?                                                              | Mats Ödeen                                                  | Helsingborgs stadsteater |
| 1968 | Kung Ubu Ubu-roi                                                         | Alfred Jarry                                                | Helsingborgs stadsteater |
| 1968 | SOS eller Sanningen om säkerheten                                        | Tore Zetterholm                                             | Helsingborgs stadsteater |
| 1968 | Den verklige kommissarie Schäfer The Real Inspector Hound                | Tom Stoppard Översättning Anna och Sture Pyk                | Helsingborgs stadsteater |
| 1969 | Symptom                                                                  | Johan Löfmark och Bengt Bratt                               | Helsingborgs stadsteater |
| 1969 | Flotten                                                                  | Kent Andersson                                              | Dramaten                 |
| 1976 | Chez nous                                                                | Per Olov Enquist och Anders Ehnmark                         | Dramaten                 |
| 1980 | Tolvskillingsoperan Die Dreigroschenoper                                 | Bertolt Brecht och Kurt Weill Översättning Curt Berg        | Parkteatern              |
| 1982 | Det är ju min show I'm Getting My Act Together and Taking It On The Road | Nancy Ford och Gretchen Cryer Översättning Beppe Wolgers    | Chinateatern             |

### Fotnoter
1. ↑  Svensk filmdatabas person-ID: 66517.[källa från Wikidata]
2. ↑  ”Lars Göran Carlson”. Svensk Filmdatabas. http://www.sfi.se/sv/svensk-filmdatabas/Item/?type=PERSON&itemid=66517&ref=%2ftemplates%2fSwedishFilmSearchResult.aspx%3fid%3d1225%26epslanguage%3dsv%26searchword%3dLars+G%C3%B6ran+Carlson%26type%3dPerson%26match%3dBegin%26page%3d1%26prom%3dFalse. Läst 19 februari 2013.
3. ↑  ”Biblioteket 'studioscen' i Hälsingborg”. Dagens Nyheter:  s. 19. 24 augusti 1967. https://arkivet.dn.se/tidning/1967-08-24/228/19. Läst 10 juni 2018.
4. ↑  Barbro Hähnel (12 oktober 1967). ”Hälsingborg: Lagom osentimentalt”. Dagens Nyheter:  s. 22. https://arkivet.dn.se/tidning/1967-10-12/277/22. Läst 10 juni 2018.
5. ↑  Ingvar Holm (4 mars 1968). ”Vitalitet i Hälsingborg”. Dagens Nyheter:  s. 17. https://arkivet.dn.se/tidning/1968-03-04/62/17. Läst 10 juni 2018.
6. ↑  Ingvar Holm (19 maj 1968). ”VänsterUbu blev spel om Båstad”. Dagens Nyheter:  s. 14. https://arkivet.dn.se/tidning/1968-05-19/135/14. Läst 7 januari 2022.
7. ↑  Bengt Jahnsson (6 juni 1980). ”Charmigt lustspel utan Brechts beskhet”. Dagens Nyheter:  s. 22. https://arkivet.dn.se/tidning/1980-06-06/152/22. Läst 8 mars 2018.
8. ↑  Bertil Mollberger (20 september 1982). ”Barbros show succé”. Dagens Nyheter:  s. 26. https://arkivet.dn.se/tidning/1982-09-20/255/26. Läst 7 maj 2019.